# Lodovico Gavioli
Lodovico Gavioli (Cavezzo, 5 agosto 1807 – Modena, 21 giugno 1875) è stato un artigiano e orologiaio italiano.
Con la fama di “genio meccanico”, attribuitagli dai suoi contemporanei, la carriera creativa e imprenditoriale di Lodovico Gavioli è emblematica delle trasformazioni storiche, economiche e culturali del suo tempo. 
Assieme alla costruzione degli orologi, verso la quale viene instradato dal padre Giacomo (1786-1875), i suoi interessi si muovono in parallelo verso la musica meccanica, la cui produzione avviata a Modena con gli organi a rullo, continua a Parigi dove fonda quella che diverrà una delle maggiori fabbriche europee di organi da fiera, vere e proprie “macchine musicali”, anche dall’aspetto monumentale, in grado di riprodurre i suoni di un'orchestra.

## Biografia

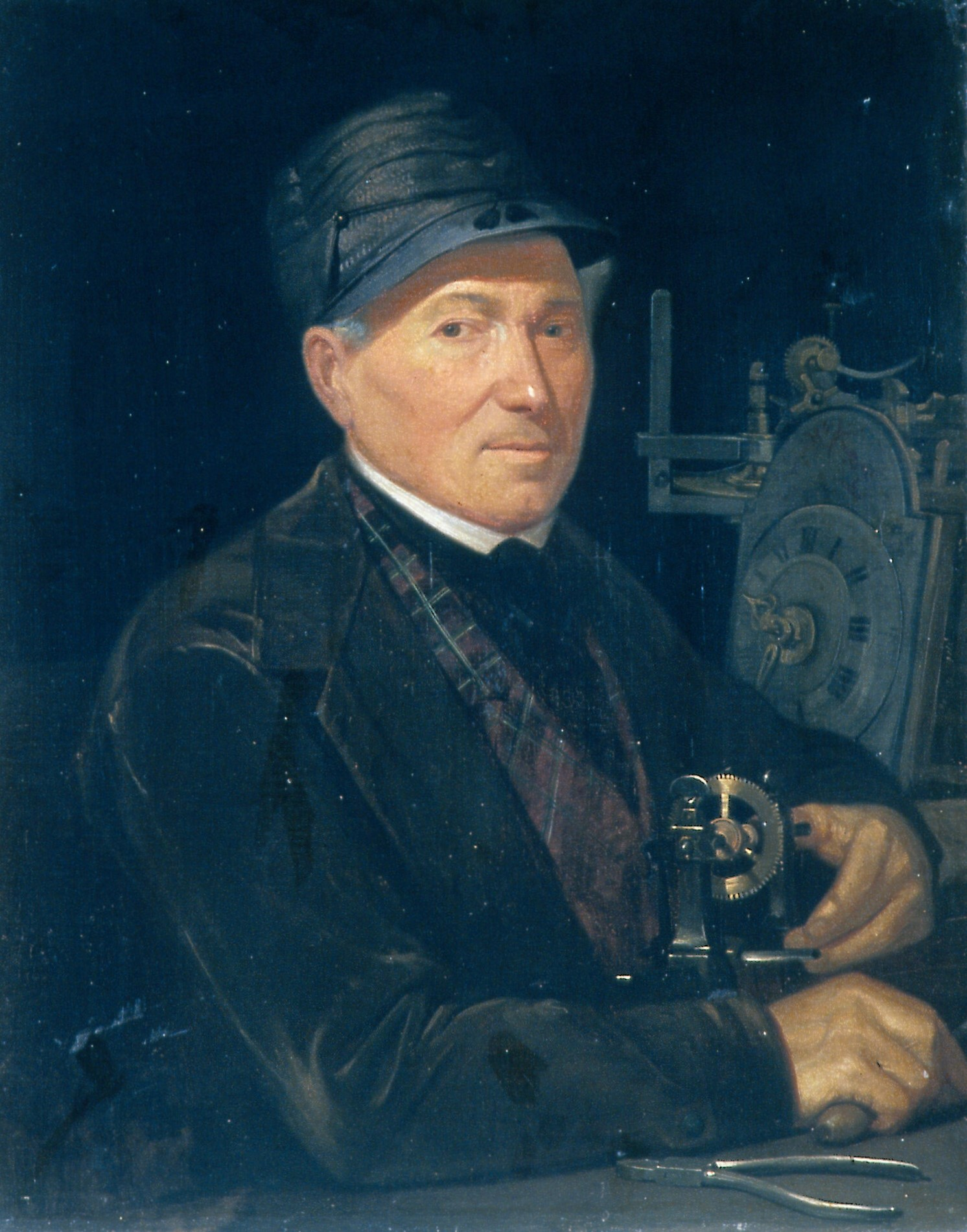
Geminiano Mundici, Ritratto del meccanico Giacomo Gavioli, padre di Lodovico, 1860-1870 circa, Museo civico di Modena

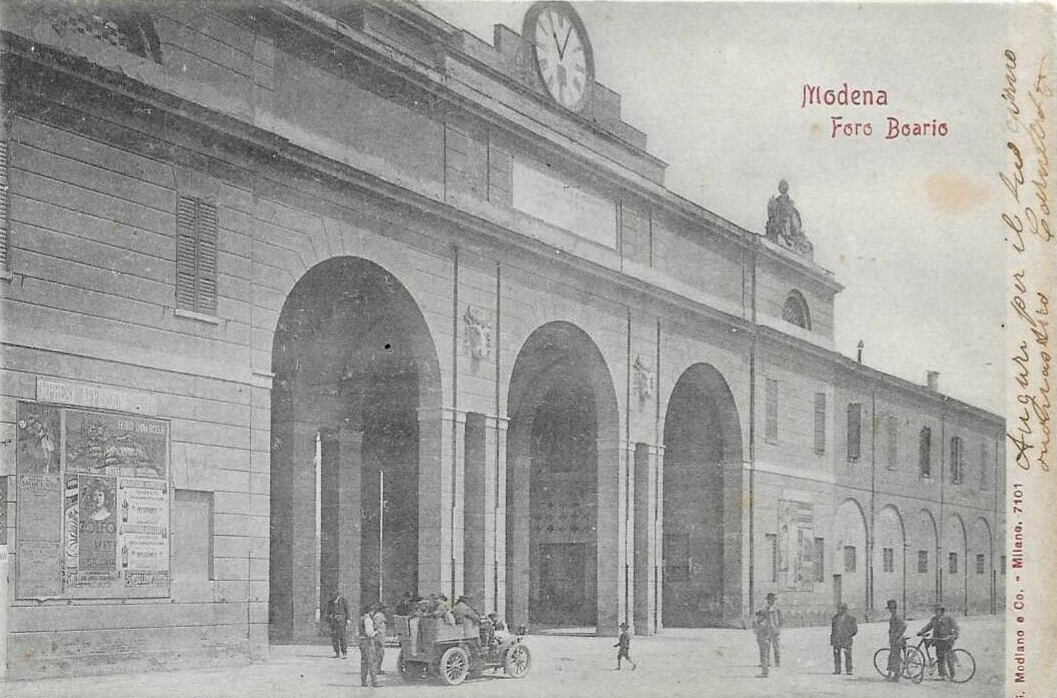
Il Foro Boario di Modena, con l'orologio realizzato da Gavioli

Le doti di Lodovico si rivelano presto: a nove anni realizza un orologio in legno, a sedici uno musicale e a ventitré presenta alla Accademia di scienze lettere e arti di Modena un orologio a pendolo migliorato nei movimenti e nella resistenza agli attriti. Assieme all'elaborazione di altri progetti, Lodovico ripara diversi orologi pubblici tra cui quelli di Campogalliano nel 1836 (oggi conservato al Museo della bilancia, e di Mirandola nel 1837, mentre nel 1839 realizza quello del Foro Boario di Modena, la cui macchina collega tre quadranti, uno dei quali è posto su una volta al centro del portico.
Nel 1838 crea un automa musicale di forma androide e a grandezza naturale, caratterizzato come suonatore d'arpa. Chiamato David in ricordo del famoso re ebraico protettore di musicisti, cantori e poeti, la naturalezza dei suoi movimenti desta ammirazione. Una volta azionato infatti il David sembrava respirare, alzava gli occhi al cielo e pizzicava le corde riproducendo brani musicali. Al termine dell'esecuzione, appoggiava le mani sulle sue ginocchia.

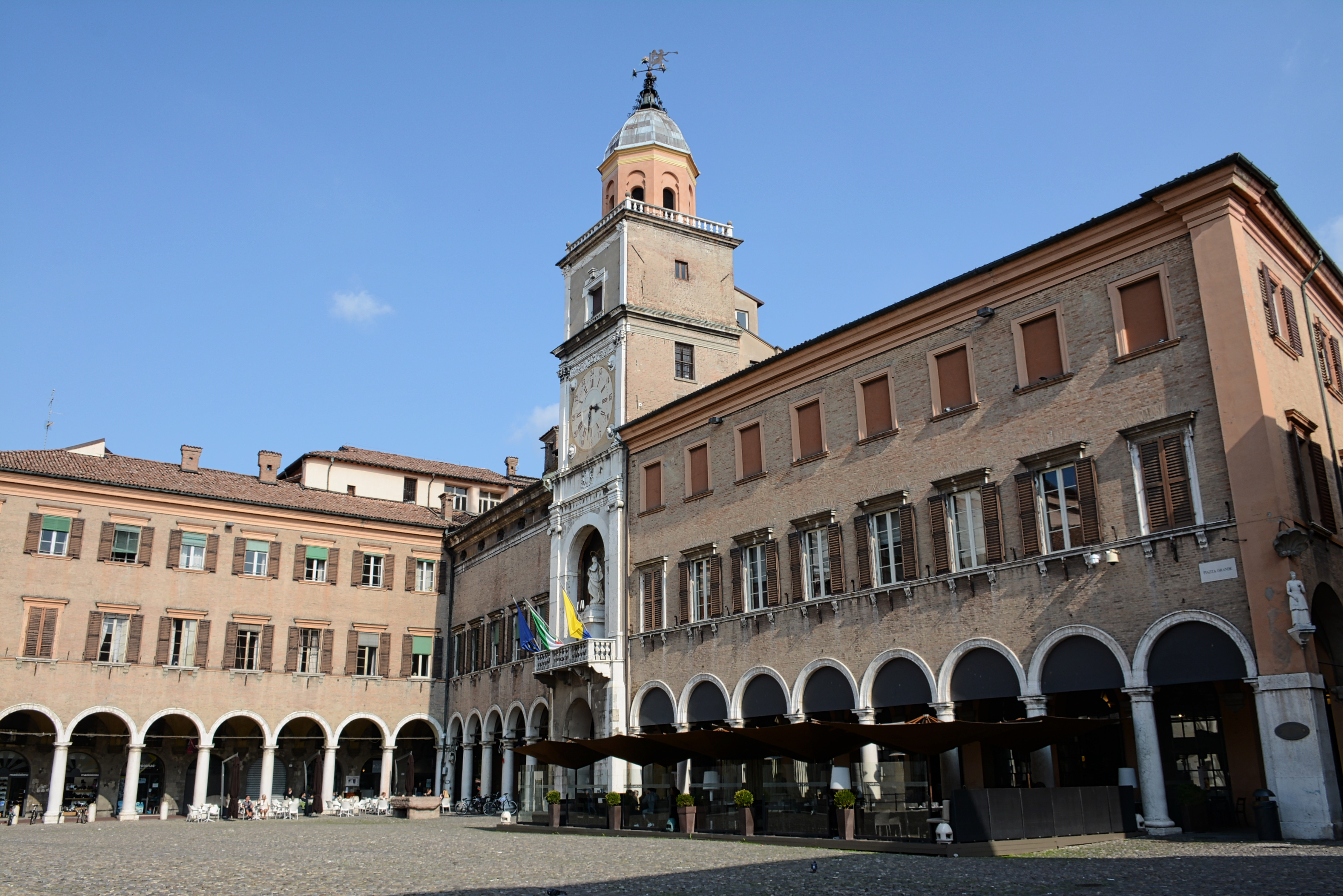
Il Palazzo Comunale di Modena

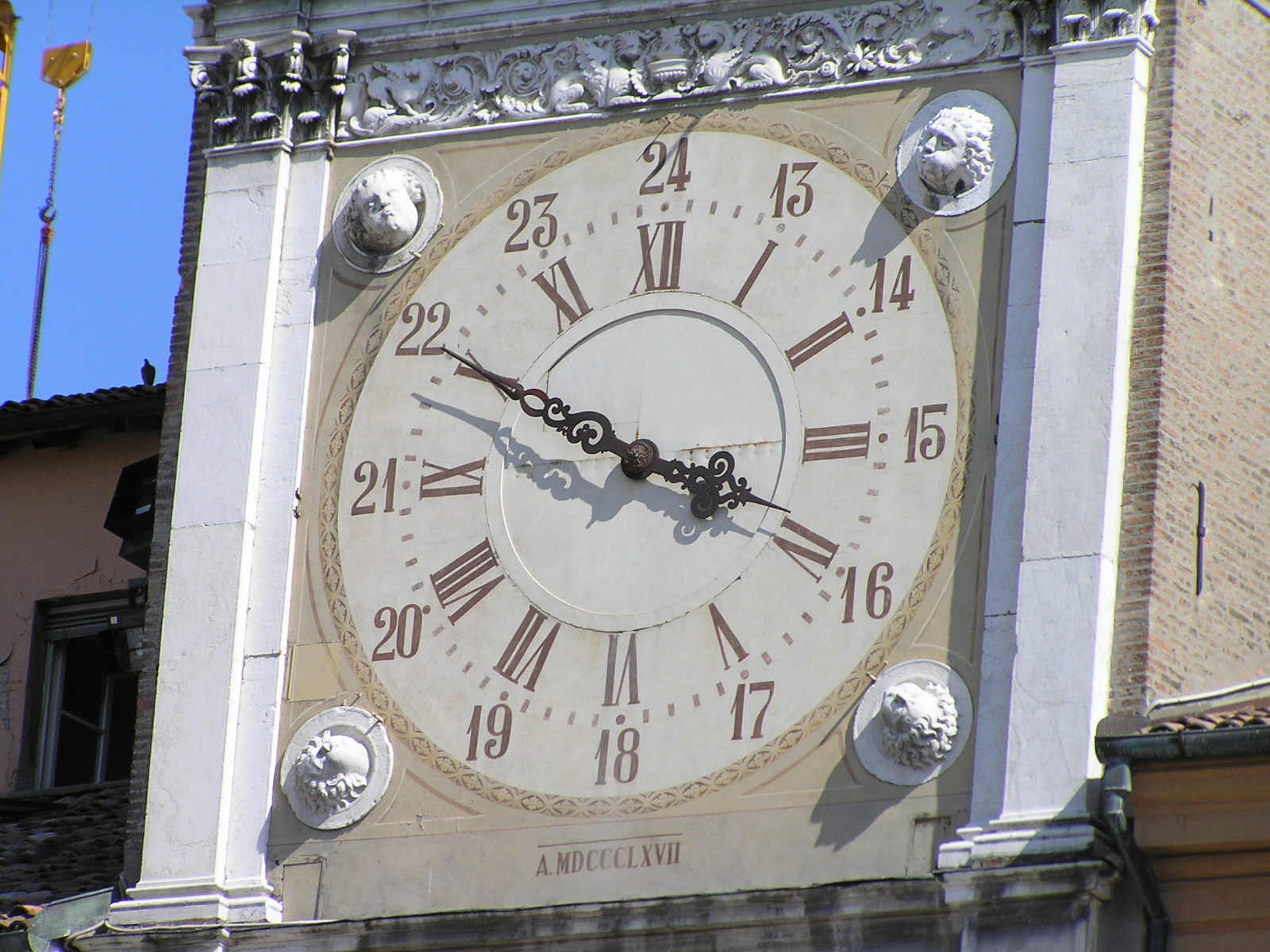
Dettaglio dell'orologio di Palazzo Comunale realizzato da Gavioli

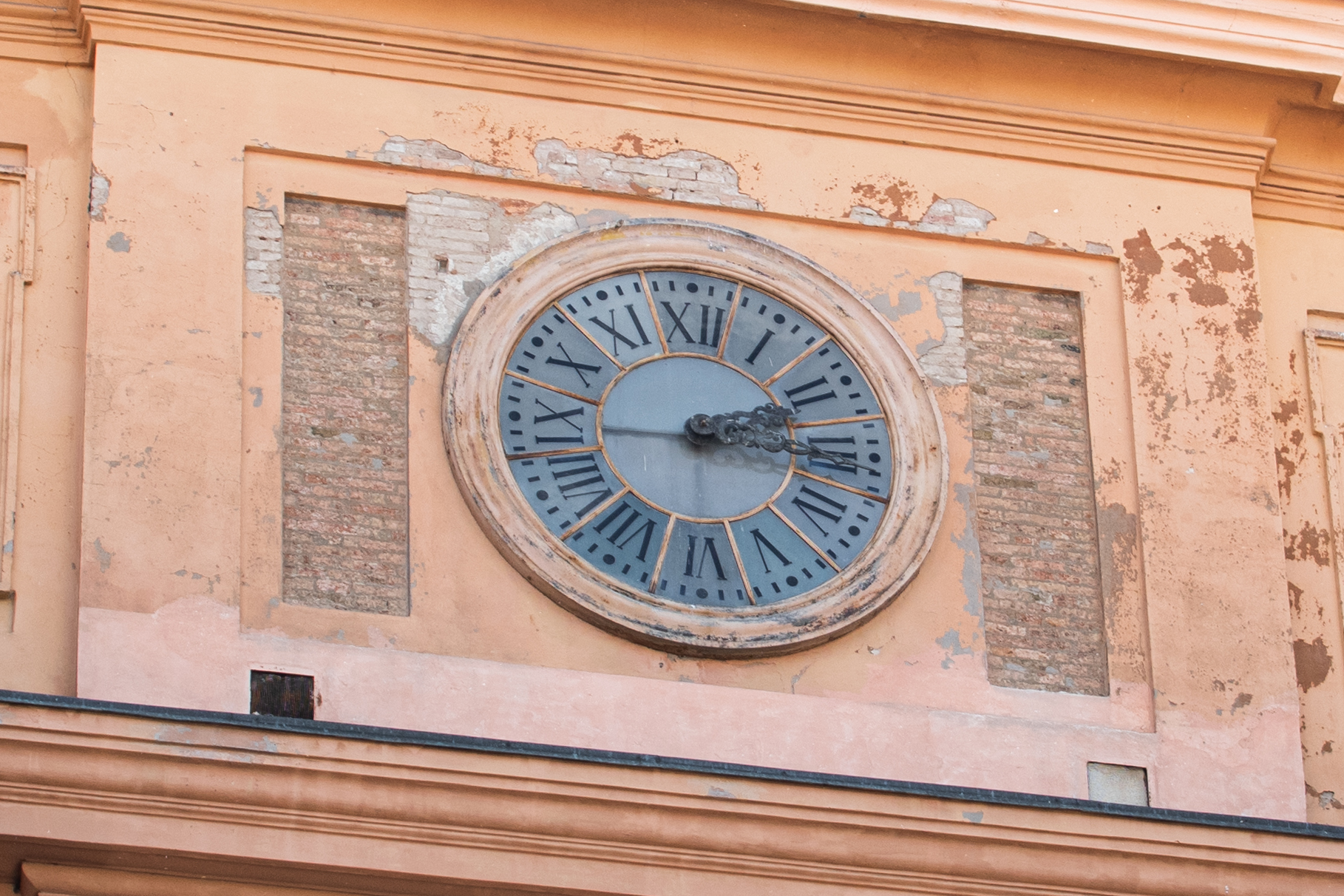
Secondo quadrante dell'orologio di Palazzo Comunale, affacciato su Piazzetta delle Ova

All'inizio degli anni Quaranta crea il Panarmonico, una macchina in grado di riprodurre fedelmente molteplici strumenti musicali. Commissionato dal mecenate Niccolò Puccini di Pistoia e poi rifiutato a causa del costo ritenuto troppo elevato, riceve le lodi di Francesco IV. Tra le creazioni successive si segnala lo Stratarmonico che oltre all'esecuzione musicale, presentava una serie di figurine animate ed era coronato dalla scritta “Lodovico da Modena”.
Dopo altre migliorie applicate agli orologi, a cui seguono riconoscimenti ufficiali, attorno al 1853 Lodovico lascia Modena per Parigi, dove si avvia nella produzione di strumenti musicali meccanici. Le intuizioni e i perfezionamenti apportati da lui e poi dal figlio Anselmo (1828-1902), contribuiscono al successo della ditta, i cui prodotti si diffondono oltre che in Francia, anche in Germania, Inghilterra, Italia e negli Stati Uniti. Anselmo in particolare applica agli strumenti musicali meccanici il sistema del cartone perforato in sostituzione del tradizionale cilindro chiodato.
Tornato a Modena verso la metà degli anni Sessanta per assistere il padre anziano, Lodovico offre gratuitamente il proprio lavoro per la progettazione e la conduzione dei lavori del nuovo orologio del Palazzo Comunale della città. L'orologio della torre, inaugurato il 30 maggio 1868, racchiude  capacità ed esperienze che Lodovico ha maturato nel corso della vita. Caratterizzata da uno scappamento a vibrazione libera e col rimontatore a forza costante, questa macchina tecnicamente perfetta viene ancora oggi caricata a mano ogni giorno. Fino a diversi decenni fa, oltre al quadrante principale, essa ne azionava anche un secondo affacciato su Piazzetta delle Ova e distante circa 40 metri dal primo, tramite un lungo meccanismo di trasmissione. A conferma della sua perfezione che ancora si mantiene, valgono le parole di Domenico Ragona, già direttore  dell'Osservatorio astronomico di Palermo e poi dell’Osservatorio del Palazzo Ducale di Modena, ovvero la “ratifica nelle risultanze dei confronti fra il tempo indicato dall’orologio e quello che era desunto da esattissime misure astronomiche”.

## Riconoscimenti
Lodovico Gavioli ottenne numerosi riconoscimenti presso Accademie scientifiche e manifatturiere italiane ed estere, concorsi ed esposizioni universali. Il duca Francesco V gli attribuì il titolo di “meccanico di corte”, inoltre Gavioli fu anche insignito della Croce di Cavaliere della Corona d'Italia. Tali onorificenze gli valsero la dedica di una lapide marmorea, per decenni murata alla base della Torre del Palazzo Comunale rivolta verso Piazza Grande a Modena e ora collocata nella saletta del Palazzo che ospita la “macchina cronometrica”.